# Hieracium leucomallum
Hieracium leucomallum es una especie de planta con flor del género Hieracium, de la familia Asteraceae, orden Asterales.

## Distribución
Hieracium leucomallum se distribuye por Islandia.

## Taxonomía
Fue descrita científicamente por (Dahlst.) Dahlst.
Tratamiento taxonómico
La especie aparece registrada en una sección de la publicación Ark. Bot.